# Црква Светог архангела Гаврила у Пожежени
Црква Светог архангела Гаврила је православна црква у месту Пожежена, жупанија Караш-Северин, Румунија. Припада Епархији темишварској Српске православне цркве. 

## Историја
Први поуздани запис се налази на мермерној плочи уграђеној у јужни зид цркве, где пише да је зидана 1793. настојањем капетана А. пл. Мрзића, трудом и трошком Стојка Ђуричића, Теодора и Арсенија Ђурђевића. Била је обнављана 1859. године, а затим је опет била дуго изложена зубу времена. Цркву су посећивали и православни Румуни из Румунске Пожежене, све до 1892. године када су формирали посебну црквену општину. Према белешци месног свештеника из 1932. уместо иконостаса је стојао обичан презид од цигала, зграда је била пропала и сиромашна, а због временских непогода у току зиме 1934. је остала и без крова. Оправка је текла споро и са тешкоћама три године уз свесрдну помоћ Друштва решичких фабрика и поседа. Том приликом је израђен и нов иконостас. 
Зидови цркве дају спољашњости и унутрашњости благи облик крста, торањ је приљубљен уз западни зид цркве, а стубови на којима стоји образују отворено предворје. У торњу има три звона. Најстарије црквене књиге су Октоих из 1646. и Минеј-општак из 1663, док су остале из 18. и 19. века.

## Иконостас
На иконостасу су радили резбар Јосиф Босиок и сликар Франц Ферх, који је по упуствима Јоакима Милоје, верно копирао иконе Константина Данила са иконостаса српске Саборне цркве у Темишвару. Од иконостаса на царским дверима су приказане Благовести, на бочним архангел Гаврил, односно архангел Михаил, изнад царских двери Тајна вечера, престоне иконе Свети Никола, Богородица, Спаситељ и Претеча, празничне иконе Васкрсење и Рођење Христово, централна икона Света Тријица и у луку тематски склоп Распећа.